# PnB Rock
Pour les articles homonymes, voir Allen.
PnB Rock, nom de scène de Rakim Hasheem Allen, né le 9 décembre 1991 à Germantown (Philadelphie) et mort le 12 septembre 2022 à Los Angeles, est un rappeur, chanteur et auteur-compositeur américain. 
Il est surtout connu pour son single Selfish (2016), qui a culminé au numéro 51 du Billboard Hot 100 américain, ainsi que son verset sur la chanson Cross Me d'Ed Sheeran, aux côtés de Chance the Rapper. Il a également fourni des voix non créditées sur le single Changes de XXXTentacion, qui a atteint le top 20 du même classement.
Il a sorti deux albums studio, Catch These Vibes (2017) et TrapStar Turnt PopStar (2019), ce dernier ayant culminé dans le top cinq du classement Billboard 200. Allen a été choisi dans le cadre de la classe XXL Freshman 2017.

## Biographie
Rakim Hasheem Allen est né le 9 décembre 1991 dans le quartier Germantown de Philadelphie en Pennsylvanie. Le père d'Allen a été assassiné quand il avait trois ans, il a donc été principalement élevé par sa mère. Il a grandi en écoutant le rappeur 2Pac et le groupe R&B Jodeci,. À l'âge de 13 ans, Allen a été envoyé dans un programme de détention pour jeunes pour avoir commis des vols et des bagarres à l'école. À l'âge de 19 ans, il a été condamné à 33 mois de prison pour possession de drogue et autres délits. Allen a été sans abri pendant une courte période après sa sortie de prison. Il n'a jamais terminé le lycée. Allen a ensuite adopté le nom de scène PnB Rock, qui rendait hommage à Pastorius et Baynton, un coin de rue près de l'endroit où il a grandi à Germantown.

### Carrière
Le 24 juin 2014, PnB Rock a sorti sa première mixtape, Real N*gga Bangaz. Il a écrit cette mixtape pendant son incarcération. En 2015, PnB Rock signe un contrat d'enregistrement avec Atlantic Records, et son premier projet sous le label est la sortie de sa troisième mixtape RnB3. En juin 2016, il sort le single Selfish, qui culmine à la 51e place du Billboard Hot 100 américain. En octobre 2016, Rolling Stone l'a inclus dans sa liste des 10 nouveaux artistes que vous devez connaître.
Le 10 janvier 2017, il a sorti une quatrième mixtape, GTTM: Goin Thru the Motions via Atlantic Records et Empire Distribution. La mixtape a fait ses débuts au numéro 28 du palmarès américain Billboard 200. Par la suite, en avril 2017, il contribue à la bande originale de Fast and Furious 8 avec deux singles : Gang Up avec Young Thug, 2 Chainz et Wiz Khalifa et Horses avec Kodak Black et A Boogie wit da Hoodie. En juin 2017, PnB Rock a été nommé comme l'un des dix membres de la "2017 Freshman Class" de XXL avec A Boogie wit da Hoodie, Playboi Carti, Ugly God, Kyle, Aminé, MadeinTYO, Kamaiyah, Kap G et XXXTentacion.
Son premier album, TrapStar Turnt PopStar est sorti en mai 2019. PnB Rock et Chance the Rapper ont été en collaboration sur la chanson Cross Me d'Ed Sheeran de l'album No.6 Collaborations Project de Sheeran. En janvier 2020, PnB Rock a sorti le morceau Ordinary avec le regretté rappeur Pop Smoke ; en janvier 2021, il a collaboré avec le regretté rappeur King Von, sur une chanson intitulée Rose Gold. En février 2022, PnB Rock a sorti la mixtape SoundCloud Daze qui mettait en vedette divers artistes dont Pasto Flocco et Yung Fazo. Il a sorti indépendamment Luv Me Again le 2 septembre 2022, qui était le dernier single qu'il a sorti de son vivant.

### Famille
PnB Rock a eu deux filles, nées en 2013 et 2020, cette dernière-née de Stephanie Sibounheuang.

### Mort
Le 12 septembre 2022, PnB Rock a été tué par balle pendant le braquage du Roscoe's House of Chicken 'N Waffles près de Main Street et de Manchester Avenue à Los Angeles.

## Discographie

### Albums
- Catch These Vibes (2017)
- TrapStar Turnt PopStar (2019)